# 누벨칼레도니어군
누벨칼레도니어군(Nouvelle-Calédonie語群, 영어: New Caledonian languages)은 30개의 언어들이 이루는 남오세아니아어군의 한 분기군이다. 누벨칼레도니어군 언어의 화자들은 카나크인이라고 부른다. 이 언어들 중 하나는 이미 사멸했고, 하나는 사멸 직전이며, 4개는 심각한 사멸 위기에 처한 상태, 5개는 사멸 위험이 있는 상태, 다른 5개는 사멸할 수도 있는 취약한 상태이다.

## 분류
- 루아요테제도어군
  - 데후어(26) (리푸섬)
  - 이아이어(27) (우베아섬)
  - 넹오네어(25) (마레섬)
- 누벨칼레도니어군
  - 남누벨칼레도니어군
    - 최남단
      - 은둠베아어(23) (취약)
      - 누메어(24)

    - 남남부
      - 항랑츠항랑구레어군
        - 항랑츠어(21)

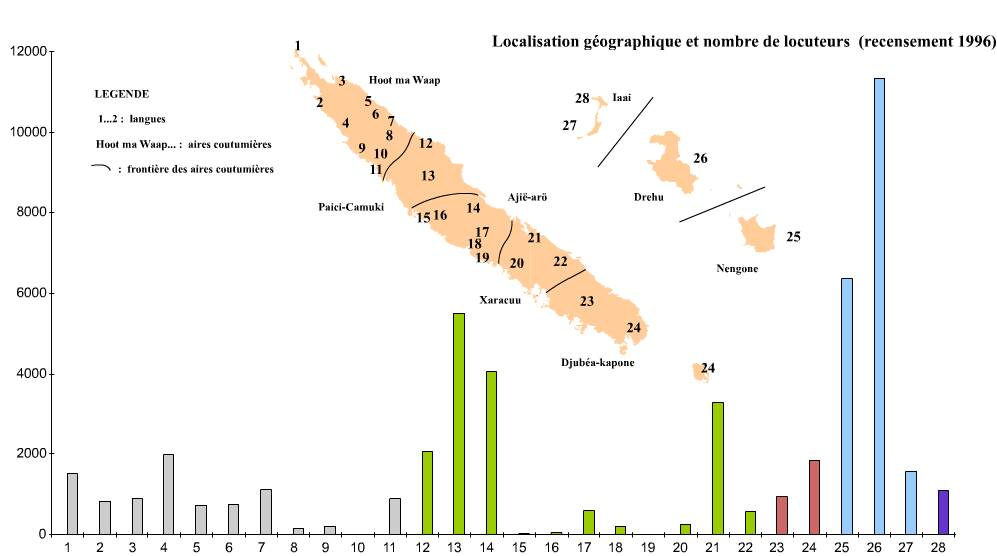
누벨칼레도니의 토착 언어별 화자 인구. 회색, 초록색, 빨간색은 누벨칼레도니어군, 하늘색은 루아요테제도어군, 남색은 폴리네시아어군. 서우베아어(28)를 제외한 나머지 언어들은 본문에 번호를 달았다.

        - 항랑구레어(22) (사멸 위험)

      - 지러팅링어군
        - 팅링어(20) (사멸 위험)
        - 지러어(19) †

      - 와일루어군
        - 안지어어(14)
        - 아르호어(16) (사멸 직전)
        - 아르항어(15) (심각한 사멸 위기)
        - 네쿠어(18) (심각한 사멸 위기)
        - 옹롱엥어(17) (사멸 위험)

  - 북누벨칼레도니어군
    - 바말레어*
    - 하베케어*
    - 하에케어*
    - 중북부
      - 체무힝어(12)
      - 파이칭어(13)

    - 북북부
      - 퐈메이어(9) (사멸 위험)
      - 퐈퐝어(10) (심각한 사멸 위험)
      - 뫄베케어군*
        - 봐토어
        - 뫄베케어
        - 와뫙어

      - 네미어군
        - 퐝이어(7)
        - 자웨어(5) (취약)
        - 네미어(6) (취약)
        - 핀제어(8) (심각한 사멸 위기)

    - 최북단
      - 차아치어(3) (취약)
      - 쿠마크어(2) (취약)
      - 유앙가어(4)
      - 양라유어(1)

보-코네 지역 북부의 언어들(*)은 종종 한 단위(11)로 취급된다.